# Christopher Stephens

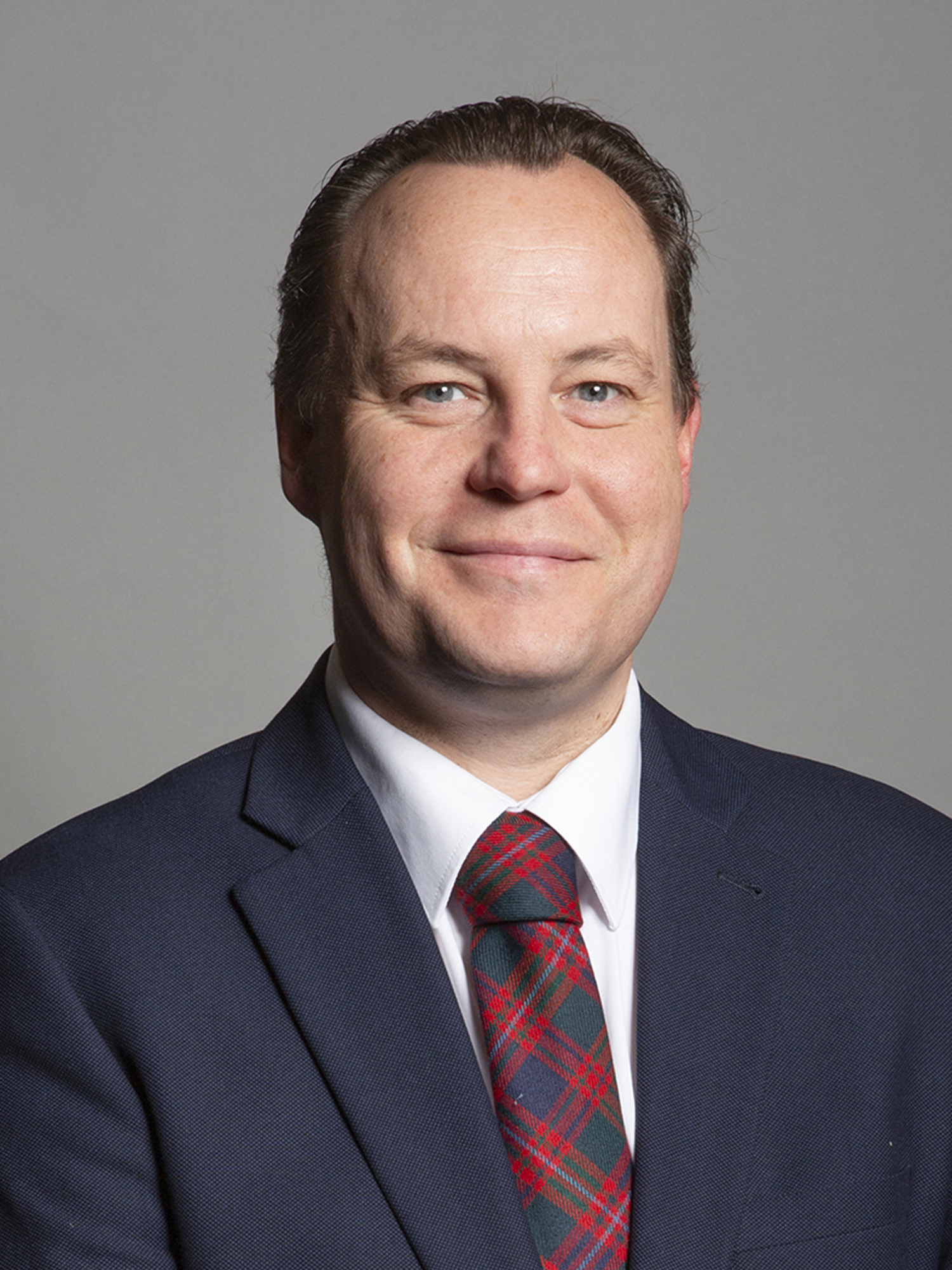
Christopher Stephens

Christopher Stephens (* 20. März 1973 in Glasgow) ist ein schottischer Politiker der Scottish National Party (SNP).

## Leben
Stephens wurde 1973 in Glasgow geboren. Er besuchte die Trinity High School in Renfrew. Stephens gehörte zu den führenden Vertretern der Gewerkschaft UNISON in Glasgow. Er ist Anhänger des Glasgower Fußballvereins Partick Thistle.

## Politischer Werdegang
Stephens ist Vorsitzender der Gewerkschaftsgruppe der SNP. und Mitglied des SNP-Exekutivkomitees.
Zu den britischen Unterhauswahlen 2001 stellte die SNP Stephens im Wahlkreis Hamilton North and Bellshill auf. Am Wahltag unterlag er jedoch dem Labour-Kandidaten John Reid deutlich. Sowohl 2007 als auch 2011 bewarb sich Stephens um ein Mandat für das schottische Parlament. In seinem Wahlkreis Glasgow Pollok unterlag er jedoch in beiden Fällen der Labour-Abgeordneten Johann Lamont. Als sechstplatzierter auf der Wahlliste der SNP bei der Europawahl 2014 verpasste er den Einzug in das Europäische Parlament.
Zu den Unterhauswahlen 2010 kandidierte Stephens im Wahlkreis Glasgow South West. Er konnte sich jedoch nicht gegen den amtierenden Labour-Abgeordneten Ian Davidson durchsetzen. Mit den massiven Stimmgewinnen der SNP bei den britischen Unterhauswahlen 2015 gewann Stephens schließlich das Mandat von Glasgow South West und zog in der Folge erstmals in das britische Unterhaus ein. Mit einem Vorsprung von nur 60 Stimmen auf den zweitplatzierten Labour-Kandidaten verteidigte Stephens bei den vorgezogenen Unterhauswahlen 2017 sein Mandat.